# Нураул
Нураул (каз. Нұрауыл, до 27.09.2001 г. — Энгельс) — село в Жетысайском районе Туркестанской области Казахстана. Входит в состав Ынтымакского сельского округа. Код КАТО — 514487900.

## Население
В 1999 году население села составляло 1100 человек (579 мужчин и 521 женщина). По данным переписи 2009 года, в селе проживало 1400 человек (725 мужчин и 675 женщин).